# Koena (Ouarkoye)
Pour les articles homonymes, voir Koena.
Koena est une commune située dans le département de Ouarkoye de la province du Mouhoun au Burkina Faso.

## Démographie
| 2003  | 2006  | 2012 |
| ----- | ----- | ---- |
| 1 844 | 1 640 | -    |